# خالد بن ثابت الفهمي
خالد بن ثابت بن ظاعن الفهمي صحابي وقائد عسكري وأمير بحر مصر سنه 50 هـ وأحد قادات المسلمين في فتوح الشام وهو فاتح القدس في عهد عمر بن الخطاب. غزا المغرب سنه 54 هـ ومهد لفتحها وشهد فتح مصر مع عمرو بن العاص وهو جد عبدالرحمن بن خالد الفهمي أمير مصر.

## نسبه
هو القائد الأمير: خالد بن ثابت بن ظاعن بن العجلان بن عبد الله بن كعب بن صبح بن والبة بن نصر بن صعصعة بن ثعلبة بن كنانة بن عمرو بن القين بن فهم بن عمرو بن سعد بن قيس بن عيلان بن مضر بن نزار بن معد بن عدنان.
ذكره ابن حجر في عداد الصحابة في كتاب الإصابة وهذا يرجح انه ولد في ديار قومة وصحب النبي محمد .

## عنه

#### فتح القدس
ذكر عنه انه كان قائد الويه عمر بن الخطاب في فتح بيت المقدس ويذكر عن الليث بن سعد الفهمي عن يزيد بن أبي حبيب أن عمر بن الخطاب بعث خالد بن ثابت الفهمي إلى بيت المقدس في جيش وعمر بالجابية فقال فقاتلهم فأعطوه أن يكون لهم ما أحاط به حصنها، على شيء يؤدونه، ويكون للمسلمين ما كان خارجا منها، فقال خالد قد بايعناكم على هذا إن رضي به أمير المؤمنين، وكتب إلى عمر يخبره بالذي صنع الله له، فكتب إليه «أن قف على حالك حتى أقدم عليك» فوقف خالد عن قتالهم وقدم عمر مكانه ففتحوا له بيت المقدس على ما بايعهم عليه خالد بن ثابت، قال فبيت المقدس يسمى فتح عمر بن الخطاب 

#### غزو المغرب
ذكر خليفة بن خياط سنة 54 هـ أغزى مسلمة بن مخلد . خالد بن ثابت الفهمي بلاد المغرب وافريقية 